# Potočko polje
Potočko polje je malo krško polje u Bosni i Hercegovini.
Smješteno je jugoistočno od Livna, a nalazi se na 920 metara nadmorske visine. U polju nema vodotoka. Jugozapadno od Potočkog nalazi se veće Dobranjsko polje od kojeg ga razdvaja brdo Debeljača (951 m), dok je sjeveroistočno preko Nikolića grede Kruško polje.
Na sjeverozapadnom rubu polja smješteno je naselje Potočani, a na jugoistočnom su Zagoričani. Kroz potočko polje prolazi magistralna cesta M 16 na dionici Kupres – Šujica – Livno.